# Twilight (serie)

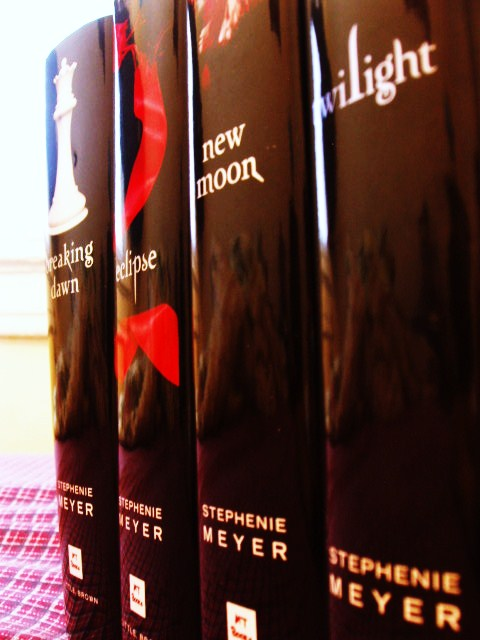
Twilight (2005),
New Moon (2006),
Eclipse (2007),
Breaking Dawn (2008)

Twilight (letteralmente "crepuscolo") è una serie di romanzi di genere paranormal romance, scritti dalla americana Stephenie Meyer a cominciare dal 2005.
I romanzi trattano della vita di Isabella Marie Swan, un'adolescente che trasferitasi dalla calda e assolata Phoenix alla piovosa e umida Forks, una piccola cittadina della penisola di Washington, si innamora perdutamente di un vampiro di nome Edward Cullen. La materia dei romanzi, intarsiata inevitabilmente di elementi fantastici e soprannaturali, ruota attorno alle avventure e alla struggente e burrascosa storia d'amore dei due protagonisti.

## Elenco dei romanzi
- Twilight (2005)
- New Moon (2006)
- Eclipse (2007)
- Breaking Dawn (2008)
- La breve seconda vita di Bree Tanner (2010)
- Life and Death: Twilight Reimagined (2015)
- Midnight Sun (2020)

La storia è filtrata principalmente dal punto di vista di Bella, ma l'epilogo di Eclipse e una parte di Breaking Dawn sono narrati attraverso gli occhi del coprotagonista licantropo, Jacob Black.
In principio, avrebbe dovuto essere pubblicato un libro complementare a Twilight dal titolo Midnight Sun, in cui sarebbe stata raccontata la storia d'amore tra Bella ed Edward dal punto di vista di Edward; tuttavia, la bozza del romanzo (ancora in fase di stesura) venne diffusa in rete senza il consenso dell'autrice; per questo motivo, Stephenie Meyer decise temporaneamente di non continuarne la scrittura e di pubblicare sul proprio sito solo il lavoro fino ad allora eseguito.
Il 4 maggio 2020, a distanza di 12 anni dalla pubblicazione dell'ultimo capitolo della serie, sul sito web ufficiale dell'autrice, è apparsa la notizia che il 4 agosto dello stesso anno, sarebbe stato pubblicato Midnight Sun, la cui stesura, come già detto, era stata precedentemente iniziata e poi interrotta. Inoltre, si sta anche lavorando ad una serie animata su cui però non si sa molto.
L'8 giugno 2010, la Meyer ha inoltre pubblicato un breve romanzo su un personaggio minore apparso in Eclipse, la vampira neonata Bree, creata da Victoria, per lo scopo di creare un esercito di vampiri neonati che avrebbe distrutto i Cullen. Finito lo scontro quest'ultimi presero in considerazione di adottarla, ma i Volturi decisero di abbatterla in quanto avesse infranto le regole. Il volume è intitolato La breve seconda vita di Bree Tanner.
La scrittrice, poiché accusata di essere sessista dalla critica, ha deciso di completare la serie di Twilight con un nuovo romanzo dal titolo Life and Death: Twilight Reimagined nella quale la scrittrice si diverte a invertire i ruoli di vampiro e umana. In questo romanzo, la giovane vampira prende il nome di Edythe Cullen, mentre il ragazzo si chiama Beaufort Swan. Il romanzo è stato pubblicato nel 2015.

## Personaggi

### Isabella Swan
Isabella "Bella" Swan è la protagonista, nonché voce narrante per quanto riguarda i libri Twilight, New Moon, Eclipse e Breaking Dawn, esclusi l'epilogo di Eclipse e uno squarcio dell'ultimo romanzo, Breaking Dawn.
Dalla maniera in cui essa stessa si descrive nel corso dei quattro romanzi, si evince chiaramente che la ragazza non è dotata di una grande autostima, e ciò è confermato anche da quanto viene raccontato da Edward in Midnight Sun. Bella si descrive come impacciata, goffa e una calamita per le disgrazie, non ama essere posta al centro dell'attenzione o essere oggetto di interesse, ma allo stesso tempo si dimostra anche coraggiosa, incredibilmente tenace e soprattutto altruista; pone sempre se stessa dopo gli altri e farebbe di tutto per salvare chiunque le stia a cuore. La sua goffaggine e il suo essere impacciato scompariranno nel momento in cui acquisirà l'immortalità nell'ultimo capitolo della serie, dove una volta trasformata, scoprirà anche di possedere un talento molto potente; Bella è infatti uno "scudo", per se stessa e per gli altri, che riesce a bloccare gli effetti di tutti i poteri comuni ad altri vampiri che agiscono sulla mente.
Nel corso del primo romanzo (Twilight), Bella si trasferirà a Forks, dal padre Charlie, dove farà nuove amicizie tra cui Mike Newton, Eric Yorkie, Jessica Stanley e Angela Weber. Qui, oltre a incontrare nuovi amici in una nuova scuola, Bella incontrerà il pericolo più grande per se stessa, nonché il suo grande amore e sua salvezza: Edward Cullen, un ragazzo-vampiro di 17 anni (da 120 anni) che vive a Forks con la sua famiglia e che si innamorerà perdutamente di lei. I due saranno per se stessi reciprocamente veleno e antidoto. La loro storia d'amore è destinata a durare per sempre, sebbene gli ostacoli, anche in una vita eterna, non vengano a mancare.

### I Cullen
I Cullen sono la famiglia di Edward, e compreso lui in tutto sono sette: Carlisle, Esme, Alice, Rosalie, Jasper, Emmett ed Edward. Sono vampiri e si considerano scherzosamente "vegetariani", perché seguono una dieta particolare: infatti, per dei forti principi etico-morali, non bevono sangue umano come la maggior parte dei vampiri, ma animale. Alla fine della serie, nel quarto libro, si aggiungono al clan: Bella, ormai moglie di Edward trasformata da quest'ultimo, e Renesmee Carlie Cullen, la loro figlia.
Si possono considerare parte del clan dei Cullen o, quantomeno, alleati anche i componenti del clan di Denali, citati lungo tutto l'arco della storia e che fanno la loro apparizione alla fine di Breaking Dawn. Essi sono: Tanya, Kate, Garret, Carmen ed Elazar, e sono anche loro "vegetariani" come i Cullen.

#### Edward Cullen
Edward è insieme a Bella, l'altro protagonista della storia. È un ragazzo-vampiro di 17 anni, figlio "adottato" di Carlisle ed Esme Cullen, e "fratello" di Alice, Rosalie, Emmett e Jasper. Edward è il primo componente della famiglia Cullen dopo Carlisle; infatti, venne trasformato da quello che poi diventerà come suo padre, nel 1918, in fin di vita perché malato di febbre spagnola. Il giovane vampiro conosce Bella non appena lei si trasferisce a Forks e con lei intraprenderà una relazione destinata a durare per l'eternità. Edward sente per Bella un amore così forte che va ben oltre l'amore per la sua stessa vita, e per questo, spesso si troverà a "scontrarsi" con Jacob Black, licantropo appartenente alla tribù dei Quileute e pretendente della giovane Bella, verso cui prova un forte disprezzo (contraccambiato) non solo per la rivalità in amore, ma anche per la naturale avversione tra vampiri e licantropi.
Come alcuni vampiri, Edward ha un "talento", ovvero un dono naturale comparso al momento della trasformazione in vampiro. Nel libro, la Meyer spiega come questi talenti siano l'acuirsi di qualità particolarmente forti dell'animo umano che, come un po' tutti i sensi, si "evolvono" al momento della trasformazione. Edward ha il talento di leggere il pensiero di qualunque persona nel raggio di qualche miglio; l'unica limitazione è che può leggere solo ciò che la persona pensa in un preciso momento, al contrario di Aro, il più potente dei Volturi, che riesce con un solo tocco della mano a leggere qualunque pensiero la persona abbia avuto nel corso della vita. Bella, grazie al suo talento difensivo, è, fino ad ora, l'unica persona immune al potere di entrambi e, in generale, a qualunque talento che agisca sulla sfera psichica.

#### Alice Cullen
È una delle sorelle di Edward, compagna di Jasper e migliore amica di Bella. Tra i due si è formato un rapporto molto intenso in quanto Edward è l'unico che la capisce veramente grazie al suo talento. I tratti somatici di Alice sono simili a quelli di un folletto; porta i capelli corti e neri, e nei libri, ci viene detto che "cammina e combatte come se stesse ballando".
Estremamente solare e socievole, la sua abilità speciale è vedere i cambiamenti del futuro nel momento esatto in cui qualcuno prende una decisione. Il suo "talento" è di grande aiuto per la famiglia, poiché avvisa anticipatamente quando vi è un pericolo in arrivo. Sfortunatamente, questa sua capacità non funziona con i licantropi e con sua nipote Renesmée, in quanto Alice non ha nessun legame diretto con queste strane creature mezzosangue (legame che invece ha con gli umani - dal momento che era una di loro - e con i vampiri, che appartengono alla sua specie). Infatti, si è unita ai Cullen proprio grazie a questo suo talento, dopo aver visto in una visione la famiglia di Edward e li ha raggiunti insieme a Jasper, anche lui trovato a seguito di una visione.
Inizialmente, nessuno sapeva da dove venisse e chi l'avesse creata, ma verso la fine di Twilight, quando Bella si trova faccia a faccia con James James, che vuole ucciderla, lui le confessa di conoscerla già, e le racconta di come Alice, da umana, sia stata rinchiusa in un manicomio a causa delle sue abilità di preveggenza e trasformata poi da un anziano che l'aveva presa in simpatia, che venne distrutto da James stesso. Quando Bella glielo racconta, Alice conferma di non ricordarsi niente, forse perché era sempre stata rinchiusa al buio.

#### Jasper Hale
Jasper, descritto come un ragazzo "alto e leonino", è l'anima gemella di Alice. Anche lui, come la sua compagna ed Edward, possiede una dote naturale che gli permette di modellare a proprio piacimento lo stato d'animo di chi gli sta vicino. Trasformato in vampiro durante la sua militanza come tenente nella guerra civile americana, ha maturato una grande esperienza con i vampiri neonati e le loro tecniche di combattimento, che, in Eclipse, sarà di fondamentale aiuto a sconfiggere l'esercito di questi ultimi messo su dalla vampira antagonista, Victoria.
È l'ultimo arrivato della famiglia Cullen e, di conseguenza, quello che ha più problemi con la dieta speciale dei Cullen; per questo, per i primi tempi, Edward vuole che stia lontano da Bella. Tuttavia, in alcune circostanze, la presenza di Jasper si rivelerà salvifica per la ragazza e con il tempo migliora il suo controllo sulla sete di sangue umano, potendo stare in presenza di Bella.

#### Rosalie Hale
Rosalie è bionda e alta, e per questa somiglianza lei e Jasper sono stati presentati agli umani come gemelli. La sua caratteristica principale, oltre alla sua incredibile bellezza accentuata dal suo status di vampiro, è la sua tenacia, definita testardaggine da Edward. Nel libro è descritta come "la creatura più bella".
All'inizio, Bella non le piace, dato che secondo lei trasformandosi in un vampiro sta per buttare via la sua vita umana, cosa che Rosalie ha sempre rimpianto, ricca di persone, di amore, e di opportunità, per un'eternità vuota da vampiro. In Eclipse i rapporti con lei si distendono e finiscono per diventare ottime amiche. In Breaking Dawn Rosalie è l'unica che sostiene Bella nel suo rischioso proposito di portare a termine la gravidanza. È la compagna di Emmett con il quale avrebbe voluto invecchiare, avere figli e stare in veranda a osservare i nipotini giocare. Si disprezza molto per quello che è. Ama ed è molto protettiva nei confronti di Renesmee che accudisce, insieme agli altri, come la figlia che non potrà mai avere. In Eclipse racconta infine la sua storia: Rosalie è nata nel 1915 da una famiglia di classe media di Rochester. Si era fidanzata con Royce King, figlio di un ricco banchiere cittadino e un uomo molto potente. Rosalie si innamorò perdutamente di lui e si convinse di avere trovato finalmente la felicità. Tuttavia, non si accorse della vera natura del fidanzato. Una sera del 1933, Royce e quattro dei suoi amici ubriachi la attaccarono in mezzo alla strada, e la violentarono lasciandola lì, credendola morta. Venne poco dopo trovata da Carlisle che decise di trasformarla in vampira, per salvarle la vita. Poco dopo avere preso dismetichezza della sua nuova natura, Rose progettò la sua spietata vendetta. Uccise uno alla volta gli amici di Royce, lasciando egli per ultimo. Questi, preso dalla paura, si era chiuso in una stanza con una porta di ferro molto spessa, sorvegliata da delle guardie, ma ciò non bastò e fermare Rosalie che per rendere la scena più suggestiva si mise un vestito da sposa. Alla sua vista, Royce urlò terrorizzato. Rose tuttavia, anche se aveva ucciso sette persone (incluse le guardie) non assaggiò mai il sangue umano.

#### Emmett Cullen
Emmett è giunto nella famiglia per quarto, salvato dall'attacco di un orso da quella che in seguito è diventata la sua compagna, Rosalie. Per questo motivo adora cacciare l'orso, poiché reputa divertente stuzzicarlo fino a farlo arrabbiare, e poi a ucciderlo.
Del suo aspetto, i tratti salienti sono la sua altezza e muscolosità. Emmett è una persona aperta, positiva, e da Bella è per lo più divertito, per la sua goffaggine, ma anche per la sua brillante intuitività. Il suo rapporto con Edward è schietto, vivace e aperto, migliore di quello con Jasper.

#### Carlisle Cullen
Carlisle è il fondatore del clan Cullen; con il suo veleno ha trasformato prima Edward, poi Esme, Rosalie e, infine, Emmett. Alice e Jasper, invece, si sono uniti alla famiglia solo successivamente, dopo essere stati trasformati da altri vampiri. La sua storia affonda le radici nell'Inghilterra degli anni 30 del secolo XVII, ha conosciuto i Volturi con cui è vissuto per un periodo.
In Twilight è descritto come biondo e "più bello di qualsiasi stella del cinema". La sua vena profondamente compassionevole lo ha portato alla professione medica, che ha affinato nella sua lunga vita insieme al suo autocontrollo. Ciò gli permette di esercitare la sua professione senza soffrire della sete provocata dal sangue.

#### Esme Cullen
Esme è la moglie di Carlisle. Lui l'ha trasformata dato che la donna si trovava in punto di morte per essersi gettata da uno scoglio dopo la morte - prematura - del figlio neonato. 
Ha i capelli color caramello e il viso a forma di cuore. A Bella ricordava, come scritto in Twilight, "le svampite dei film muti". Personaggio minore nei primi tre libri, la sua caratteristica principale è quella di amare appassionatamente e avere un istinto materno. 

#### Renesmee Carlie Swan-Cullen
Renesmee Carlie Cullen (affettuosamente chiamata Nessie) è la figlia di Edward e Bella, concepita durante la loro luna di miele, mentre Bella era ancora umana. Renesmee è una creatura molto particolare, infatti essendo mezza vampira e mezza umana, fin dalla nascita cresce molto velocemente. Secondo le previsioni della sua famiglia, la sua crescita accelerata dovrebbe fermarsi a sette anni dalla nascita (quando il suo corpo e la sua mente raggiungeranno lo stadio adulto). Renesmee possiede una grande capacità di autocontrollo, adora gli umani, i vampiri e i licantropi. Nessie (chiamata così da Jacob) è l'oggetto dell'imprinting di Jacob, e per questo prova grande affetto per lui.
Nell'ultimo libro della Meyer, Renesmee ha un grande potere: riesce, con il solo il tocco della mano, a comunicare quello che vuole, tramite delle immagini scaturite dalla sua mente. Ciò spiega come Edward riuscisse a percepirne i pensieri anche quando era nel grembo di Bella. La sua capacità è il suo mezzo di comunicazione preferito, ed è anche l'esatto contrario di quella del padre e di quella della madre. Riesce infatti a penetrare qualsiasi scudo mentale col solo ausilio del contatto fisico (Edward riesce a leggere i pensieri senza contatto, Bella è impenetrabile da qualunque intrusione mentale, tranne quella di Renesmee). La piccola sembra avere un potere aleatorio grazie al quale tutti quelli che la incontrano riescono subito ad averla in simpatia, avvalorato da quello reale di mostrare i propri pensieri e ricordi. Alice non riesce a vedere il suo futuro, così come non riesce a vedere quello dei licantropi. Questo, come dice lei stessa, accade perché sono creature in bilico (nel caso di Renesmee, mezza umana e mezza vampira, e nel caso dei licantropi, mezzi uomini e mezzi lupi). Alice, nel libro Breaking Dawn, parlando con Jacob, dice che le viene molto facile prevedere il futuro dei vampiri perché lei è una di loro; essendo stata precedentemente umana, inoltre, può utilizzare il suo potere senza problemi, ma, quando prova a leggere il futuro dei licantropi o di Renesmee, vede solo il vuoto perché sono creature che lei non conosce.

### Licantropi Quileute
I licantropi Quileute non sono dei veri e propri licantropi, infatti non sono, come li definiscono in molti, "Figli della Luna". In realtà sono dei mutaforma, come sostiene Edward, che fin dalle loro origini hanno deciso di mutare come lupi.

## Ambientazioni
La storia si svolge per lo più nella città di Forks, Washington, dove vivono Bella, suo padre Charlie, Edward con la sua famiglia e il branco dei licantopi.
Appaiono brevemente nel corso della storia anche altri luoghi, come Port Angeles, la Riserva e la spiaggia di La Push. Alcuni eventi nel finale di Twilight sono ambientati a Phoenix, in Arizona, dove Bella è cresciuta e abita sua madre Renée. La Florida viene menzionata in Eclipse, dato che Bella ed Edward visitano Renée e il compagno Phil, a Jacksonville. Altri luoghi al di fuori degli Stati Uniti menzionati, sono: Volterra, in Italia, in cui è ambientata l'ultima parte di New Moon (quando Edward, convinto che Bella si sia suicidata, va a chiedere ai Volturi di essere ucciso); Rio de Janeiro e la fittizia isola Esme, in Brasile, che fanno da scenario ad alcuni capitoli di Breaking Dawn.

## Critiche
Nonostante il successo della serie, è emerso come i romanzi di Stephenie Meyer siano straordinariamente simili a quelli del ciclo Roswell High della scrittrice Melinda Metz (da cui è stata tratta la serie televisiva Roswell) e alla serie Il diario del vampiro della scrittrice Lisa Jane Smith.
La Meyer è inoltre stata accusata di plagio da Jordan Scott, il quale ha affermato che Breaking Dawn sembra avere troppi elementi in comune con The Nocturne.

## Trasposizioni in altri media
Il ciclo di romanzi è stato adattato anche al grande schermo. La serie cinematografica The Twilight Saga ha riscosso un enorme successo a livello mondiale.
Il primo capitolo (Twilight), diretto da Catherine Hardwicke è uscito il 21 novembre 2008 negli Stati Uniti, e anche se inizialmente l'uscita della versione italiana era stata fissata per il 12 dicembre dello stesso anno, in Italia uscì in contemporanea a quella in lingua originale.
L'uscita dell'adattamento di New Moon, diretto da Chris Weitz e prodotto dalla Summit, è avvenuta il 18 novembre 2009. Il terzo capitolo della serie Eclipse, diretto da David Slade, e sempre prodotto dalla Summit, è sbarcato nelle sale il 30 giugno 2010.
Breaking Dawn, è stato diviso in due film; le riprese sono iniziate il 1º novembre 2010 e si sono concluse a marzo dell'anno dopo, sotto la guida del regista Bill Condon. Le date di uscita sono state per la prima parte, il 18 novembre 2011 negli Stati Uniti e il 16 novembre 2011 in Italia. Mentre per la seconda parte, il 16 novembre 2012 negli Stati Uniti e il 14 novembre in Italia.
Il 19 aprile 2023 è stato annunciato da The Hollywood Reporter che un adattamento televisivo dei libri della Mayer è in fase di sviluppo da Lionsgate Television. La stessa Stephenie Meyer sarà coinvolta nel progetto, che vedrà un nuovo cast interpretare i personaggi del libro.